# Takako Shimazu
Takako Shimazu (島津貴子?; Tokyo, 2 marzo 1939), nata Takako, Principessa Suga (清宮貴子内親王?, Suga-no-miya Takako Naishinnō), è la settima e ultima figlia dell'imperatore del Giappone Hirohito e della sua consorte Kōjun.

## Biografia
Takako è nata nel Palazzo imperiale di Tokyo il 2 marzo 1939; il suo appellativo d'infanzia era Suga-no-miya.
Al pari delle altre sue sorelle, dopo i tre anni non fu più allevata dai suoi genitori biologici ma affidata a una successione di dame di corte in un palazzo separato, costruito per lei e le sue sorelle, nel quartiere Marunouchi di Tokyo nel 1930.
Diplomatasi presso la scuola Gakushūin, imparò inglese insieme ai suoi fratelli da Elizabeth Grey Vining, istitutrice statunitense nel secondo dopoguerra durante l'occupazione americana del Giappone.
A marzo 1957 Takako si laureò in letteratura inglese presso il collegio femminile dell'Università Gakushūin.
Il 3 marzo 1960 Takako sposò Hisanaga Shimazu (1934), anche lui in odore di nobiltà e all'epoca analista presso la Japan Export-Import Bank (JEXIM), conosciuto tramite amici comuni al Gakushuin.
Con il suo matrimonio Takako rinunciò all'appartenenza alla famiglia imperiale e adottò il cognome del marito, in conformità alla legge della casa imperiale del 1947.
I media occidentali hanno descritto lo sposo come "un comune impiegato di banca", anche se in realtà era discendente diretto dell'ultimo daimyō del dominio di Satsuma e cugino materno dell'imperatrice Kōjun. Egli ha mantenuto il titolo di conte (hakushaku) sotto il sistema di nobiltà kazoku, fino a quando sono stati aboliti i titoli nobiliari nel 1947.
Nel 1963, tre anni dopo il matrimonio, è scampata a un tentativo di sequestro. A causa dell'ampia copertura mediatica, la posizione della casa della coppia era risaputa, come anche la sua dote di 500 000 dollari. In Giappone, infatti, alla sposa viene data una somma di denaro per il suo matrimonio. Un membro del gruppo criminale ha fatto una soffiata alla polizia prima che potesse cominciare il fatto criminoso.
Hisanaga Shimazu ha perseguito una carriera trentennale alla JEXIM, ha mantenuto incarichi a Washington, negli Stati Uniti, e a Sydney, in Australia, sempre accompagnato dalla moglie. Nel 1987, è diventato membro del consiglio di amministrazione della Sony Corporation dopo il suo ritiro dalla banca. È stato direttore esecutivo della Fondazione Sony per l'educazione scientifica dal 1994 al 2001, ed attualmente è direttore della ricerca dell'Istituto Yamashina per l'ornitologia.
L'ex principessa ha fatto numerose apparizioni televisione come commentatrice di eventi mondiali e fa parte del consiglio di amministrazione della catena Prince.
Takako e suo marito hanno un figlio, Yoshihisa, nato il 5 aprile 1962.

## Ascendenza
|                             |                       |                            | Genitori                       |  |  | Nonni |  |  | Bisnonni |  |  | Trisnonni |  |
|                             |                       |                            |                                |  |  |       |  |  | Meiji    |  |  | Kōmei     |  |
|                             |                       |                            |                                |  |  |       |  |  | Meiji    |  |  | Kōmei     |  |
|                             |                       | Nobile Yoshiko Nakayama    |                                |  |  |       |  |  | Meiji    |  |  |           |  |
| Taishō                      |                       |                            |                                |  |  |       |  |  | Meiji    |  |  |           |  |
|                             |                       | Nobile Yanagihara Naruko   | Conte Takamitsu Yanagihara     |  |  |       |  |  |          |  |  |           |  |
|                             |                       | Nobile Yanagihara Naruko   | Conte Takamitsu Yanagihara     |  |  |       |  |  |          |  |  |           |  |
|                             |                       | Nobile Yanagihara Naruko   | Nobile Utano Hasegawa          |  |  |       |  |  |          |  |  |           |  |
| Hirohito                    |                       | Nobile Yanagihara Naruko   |                                |  |  |       |  |  |          |  |  |           |  |
|                             |                       | Principe Kujō Michitaka    | Principe Kujo Hisatada         |  |  |       |  |  |          |  |  |           |  |
|                             |                       | Principe Kujō Michitaka    | Principe Kujo Hisatada         |  |  |       |  |  |          |  |  |           |  |
|                             |                       | Principe Kujō Michitaka    | Nobile Tsuneko Karahashi       |  |  |       |  |  |          |  |  |           |  |
| Imperatrice Teimei          |                       | Principe Kujō Michitaka    |                                |  |  |       |  |  |          |  |  |           |  |
|                             |                       | Nobile Ikuko Noma          | Nobile Yorioki Noma            |  |  |       |  |  |          |  |  |           |  |
|                             |                       | Nobile Ikuko Noma          | Nobile Yorioki Noma            |  |  |       |  |  |          |  |  |           |  |
|                             |                       | Nobile Ikuko Noma          | Nobile Kairi Yamokushi         |  |  |       |  |  |          |  |  |           |  |
| Takako Shimazu              |                       | Nobile Ikuko Noma          |                                |  |  |       |  |  |          |  |  |           |  |
|                             | Principe Kuni Asahiko | Principe Fushimi Kuniie    |                                |  |  |       |  |  |          |  |  |           |  |
|                             | Principe Kuni Asahiko | Principe Fushimi Kuniie    |                                |  |  |       |  |  |          |  |  |           |  |
|                             | Principe Kuni Asahiko | Nobile Nobuko Toriikōji    |                                |  |  |       |  |  |          |  |  |           |  |
| Principe Kuniyoshi Kuni     | Principe Kuni Asahiko |                            |                                |  |  |       |  |  |          |  |  |           |  |
|                             |                       | Nobile Makiko Izumi        | Nobile Toshimasu Izumitei      |  |  |       |  |  |          |  |  |           |  |
|                             |                       | Nobile Makiko Izumi        | Nobile Toshimasu Izumitei      |  |  |       |  |  |          |  |  |           |  |
|                             |                       | Nobile Makiko Izumi        | Nobile Mako Yatoshi            |  |  |       |  |  |          |  |  |           |  |
| Imperatrice Kōjun           |                       | Nobile Makiko Izumi        |                                |  |  |       |  |  |          |  |  |           |  |
|                             |                       | Principe Shimazu Tadayoshi | Principe Shimazu Tadayoshi     |  |  |       |  |  |          |  |  |           |  |
|                             |                       | Principe Shimazu Tadayoshi | Principe Shimazu Tadayoshi     |  |  |       |  |  |          |  |  |           |  |
|                             |                       | Principe Shimazu Tadayoshi | Nobile Chimoko Echizen-Shimazu |  |  |       |  |  |          |  |  |           |  |
| Principessa Chikako Shimazu |                       | Principe Shimazu Tadayoshi |                                |  |  |       |  |  |          |  |  |           |  |
|                             |                       | Nobile Sumako Yamazaki     | …                              |  |  |       |  |  |          |  |  |           |  |
|                             |                       | Nobile Sumako Yamazaki     | …                              |  |  |       |  |  |          |  |  |           |  |
|                             |                       | Nobile Sumako Yamazaki     | …                              |  |  |       |  |  |          |  |  |           |  |
|                             |                       | Nobile Sumako Yamazaki     |                                |  |  |       |  |  |          |  |  |           |  |

## Galleria d'immagini

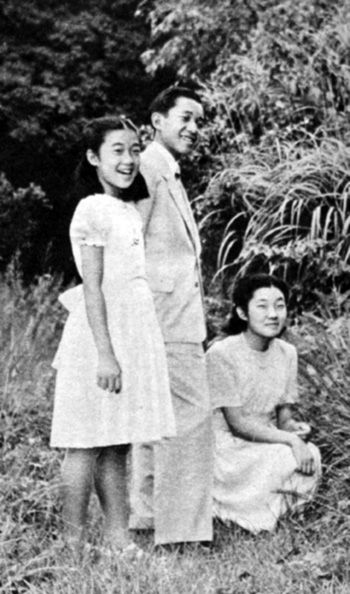
La principessa Takako con suo fratello, Akihito, e sua sorella, Atsuko, nel settembre del 1950.
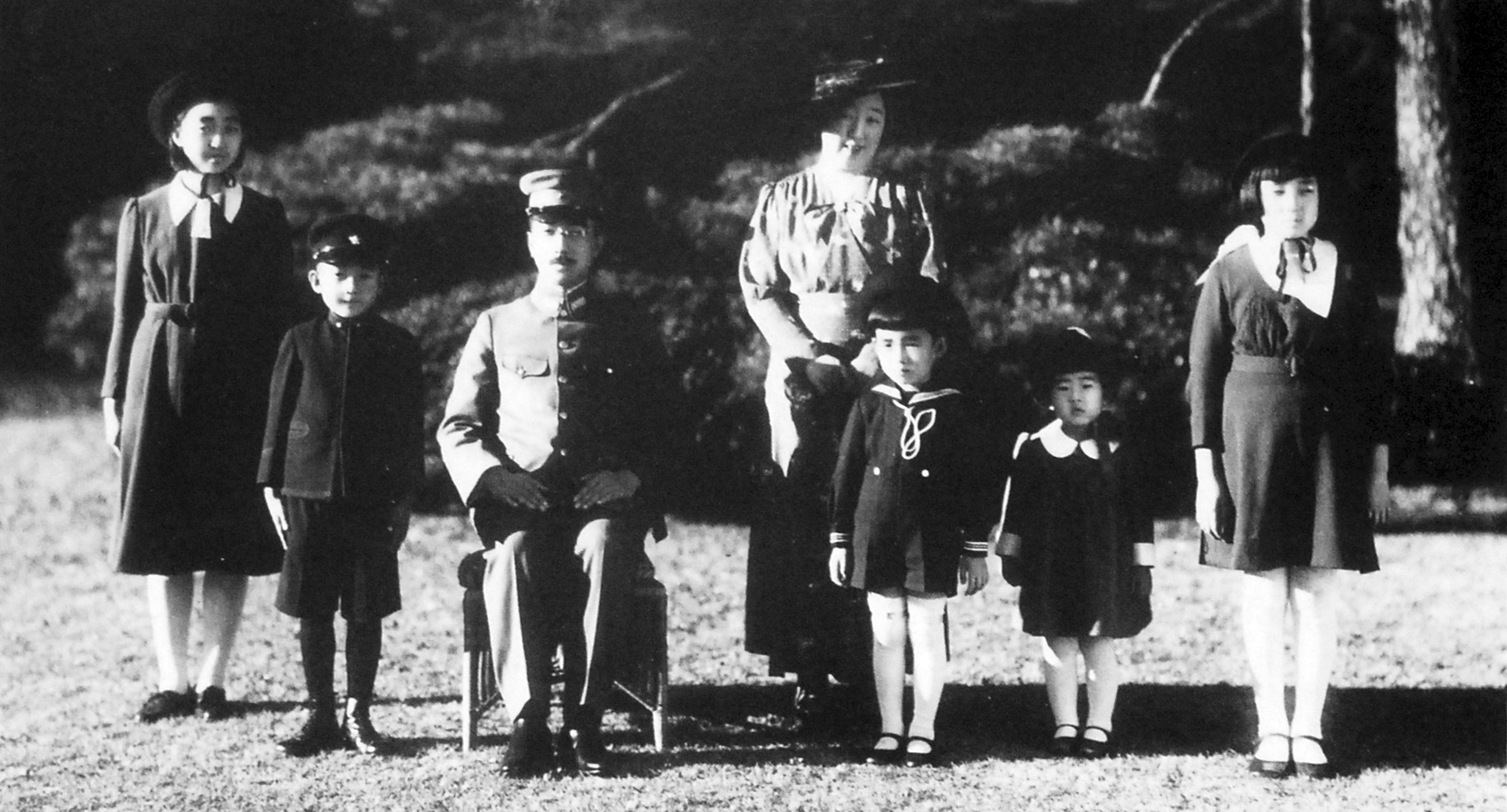
L'imperatore Hirohito con la sua famiglia il 7 dicembre 1941.
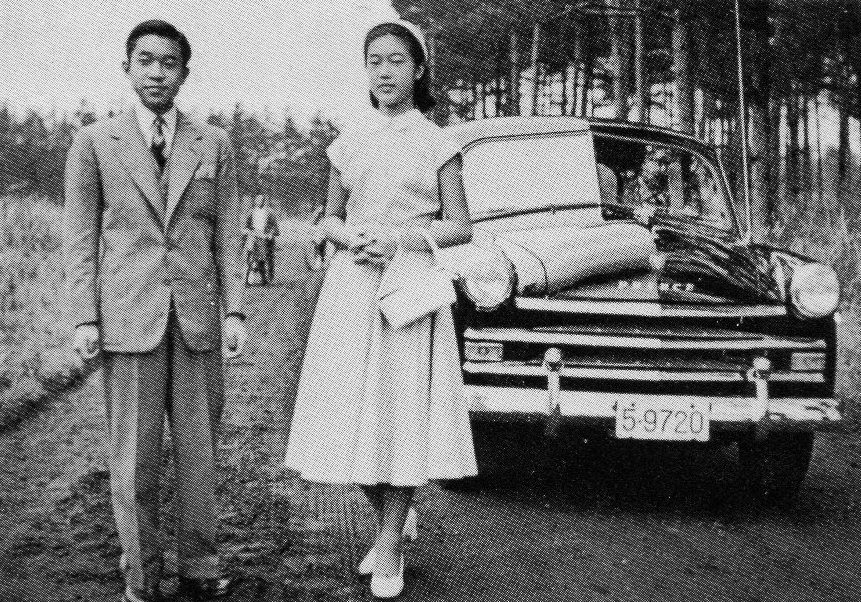
La principessa Takako con il fratello maggiore Akihito di fronte alla sua Prince Sedan nel 1954.